# Sicaires
Cet article parle des Sicaires en tant que courant judaïque. Pour le terme littéraire ou historique désignant un tueur à gages, voir Sicaire.
Les Sicaires sont une faction de dissidents juifs extrémistes du Ier siècle apr. J.-C. qui tentèrent d’expulser les Romains et leurs partisans de la Judée. L'historien juif Flavius Josèphe utilise ce terme péjoratif, probablement d'origine romaine, pour désigner à partir des années 50 un groupe de révolutionnaires. Il existe un débat pour savoir si ce groupe est identique ou non au mouvement des Zélotes. Avant le déclenchement de la Grande révolte juive (66), ils se distinguent par la pratique d'assassinats contre les Juifs qui collaborent avec les Romains. Chez Flavius Josèphe, à partir de 66, leurs dirigeants semblent tous liés à la famille de Judas le Galiléen, fondateur de la Quatrième philosophie. Ils jouent un rôle important au début de la Grande révolte, mais après le meurtre de Menahem, un fils ou un petit-fils de Judas le Galiléen, ils semblent se limiter au contrôle de leur forteresse de Massada et à des opérations alentour. Dans un septième volume ajouté à sa Guerre des Juifs dans les années 90 sous l'empereur Domitien, Josèphe donne une version probablement embellie de leur attitude lors du siège de Massada en 74 : il en fait le dernier épisode de la révolte juive au cours duquel selon lui tous les défenseurs préfèrent se donner la mort plutôt que d'être faits prisonniers par les Romains. Le terme sicaire vient de sica, dague (épée courte et recourbée), arme de prédilection des assassins juifs qui visaient ceux qui collaboraient avec les Romains, et les juifs convertis qui refusaient de se faire circoncire. Étymologiquement, sicaire signifie donc « homme à la sica ».

## Dénomination
Sicaires vient du grec sikaroi, lui-même issu du latin sica qui signifie « poignard à manche recourbé ». Ce nom a été donné aux membres de ce groupe à cause d'une de leurs tactiques de combat. À partir du succès de l'assassinat du grand prêtre Jonathan ben Hanan à l'aide de ce type de poignard dissimulé dans leurs vêtements (56), ils organisent et pratiquent ce type d'assassinats politiques jusqu'au déclenchement de la Grande révolte juive (66). Le nom de « sicaire » est une appellation négative qui vient des Romains. Certains critiques estiment qu'eux-mêmes se désignaient sous le nom de Zélotes, et que ces deux noms sont les appellations externe et interne du même mouvement. Toutefois, ce point de vue ne fait pas consensus. Pour des historiens comme Mireille Hadas-Lebel ou Christophe Mézange, les héritiers du mouvement de Judas le Galiléen sont les Sicaires, alors que les Zélotes sont « les jeunes prêtres qui à la veille de la guerre, rejettent les sacrifices offerts au Temple pour le compte de Rome et de l'empereur (Guerre des Juifs, II, 17, 409) » et qui sont disciples de l'école de Shammaï. Simon Claude Mimouni estime qu'il est préférable de clairement distinguer les deux groupes.
Dans les archives romaines, le mot « Sicaire » « englobe toute engeance de "terroristes". »

## Idéologie du groupe de Judas
Alors qu'il consacre près de douze chapitres à décrire, de façon idéalisée, les croyances et les pratiques des Esséniens, Flavius Josèphe expédie la description de la Quatrième philosophie en deux phrases, en expliquant que « comme bien des gens ont été témoins de la fermeté inébranlable avec laquelle ils subissent tous ces maux, je n'en dis pas davantage ». Sur ce sujet, il se contente de dire que les partisans de Judas « s'accordent en général avec la doctrine des Pharisiens » dont il vient de donner quelques traits. Il consacre toutefois un chapitre à décrire l'action du groupe de Judas contre le recensement (6 apr. J.-C.). Il ne consacre aucune notice, ni aux Zélotes, ni aux Sicaires. Toutefois, il y a quasi-unanimité chez les historiens pour considérer que l'appellation « Sicaires » désigne très souvent le groupe de Judas et que les Sicaires dont il parle après le déclenchement de la révolte, sont les héritiers du groupe de Judas, dirigés par ses fils et petit-fils.
Ce qui caractérise la doctrine du groupe de Judas le Galiléen « c'est essentiellement la notion de liberté et celle de la royauté absolue et exclusive du Dieu d'Israël », expression de l'attente d'une rédemption ou d'une libération eschatologique par Dieu. Selon Josèphe, « les genres de mort les plus extraordinaires, les supplices de leurs parents et amis les laissent indifférents, pourvu qu'ils n'aient à appeler aucun homme du nom de maître ». Ses adeptes préconisent l'action violente contre les Romains afin d'aider la venue de cette rédemption. Ce qui permet « la légitimation du pillage des biens des riches, considérés comme les alliés des pouvoirs établis ». Simon Claude Mimouni estime que l'accord avec « la doctrine des Pharisiens » dont parle Josèphe, indique que Judas partage certains points de vue des pharisiens en matière de pureté rituelle. D'autres critiques comme Robert Eisenman estiment que ce dont parle Josèphe, c'est uniquement ce qu'il vient de citer concernant les Pharisiens : mépris « des commodités de la vie », « honneurs à ceux qui sont avancés en âge », prédestination de la vie humaine tempérée par le fait que Dieu laisse à la volonté de l'Homme « le pouvoir de se diriger vers la vertu ou vers le vice », croyance « à l'immortalité de l'âme ».
Son groupe est animé « par la conviction que la rédemption prophétique ou messianique est imminente : c'est-à-dire que le renversement des grands de ce monde est proche » — comme le seront plus tard ceux des Sicaires et des Zélotes — ainsi que « par la passion de la liberté, certainement héritée du modèle des Macchabées ». Selon les membres du groupe, la présence des Romains est une souillure de la « terre d'Israël » et tolérer le pouvoir romain sur la Judée est une offense faite à Dieu.
Les membres du groupe de Judas le Galiléen cherchent à hâter l'intervention divine en « purifiant » le pays, au besoin par la violence. Pour eux, « le combat contre Rome censé être purificateur et sanctificateur » doit d'abord être mené au sein de la nation juive en éliminant physiquement ceux qui acceptent ou souhaitent le maintien de la domination romaine sur la Judée. C'est ainsi qu'ils tentent de mener « une guerre sainte contre l'occupant romain » passant par une politique de liquidation des collaborateurs juifs avec le pouvoir romain. Ce groupe « reste incompréhensible si on ne le replace pas dans un contexte social et radicalement eschatologique ». L'époque est en effet marquée « par l'apparition de nombreux prétendants prophètiques et messianiques ».
En au moins deux occasions — après la mort d'Hérode le Grand (4 av. J.-C.) et en 66 lors de l'entrée de Menahem au Temple de Jérusalem, au début de la Grande révolte — « une doctrine messianique de type royal semble avoir été développée par le groupe ».

## Rapport avec les autres groupes

### Liens avec la Quatrième Philosophie
Les Sicaires semblent représenter, à partir des années 50, le renouveau de la « Quatrième philosophie » de Judas le Galiléen. Ils sont apparemment constitués d'une seule branche, celle fondée par Judas le Galiléen, connu aussi sous le nom de Judas de Gamala. Ce qui caractérise la doctrine du groupe de Judas « c'est essentiellement la notion de liberté et celle de la royauté absolue et exclusive du Dieu d'Israël », expression de l'attente d'une rédemption ou d'une libération eschatologique par Dieu. Ses adeptes préconisent l'action violente contre les Romains afin d'aider la venue de cette rédemption. Ce qui permet « la légitimation du pillage des biens des riches, considérés comme les alliés des pouvoirs établis ».
Tout comme les Sicaires, le groupe de Judas le Galiléen est animé « par la conviction que la rédemption prophétique ou messianique est imminente : c'est-à-dire que le renversement des grands de ce monde est proche ». Comme le seront les Zélotes qui apparaissent à un moment indéterminé. Tous ces groupes considèrent que la présence des Romains est une souillure de la « terre d'Israël » et que tolérer le pouvoir romain sur la Judée est une offense faite à Dieu.
Ces groupes restent incompréhensible si on ne les « replace pas dans un contexte social et radicalement eschatologique ». L'époque est en effet marquée « par l'apparition de nombreux prétendants prophètiques et messianiques ».

### Sicaires et Zélotes
Les chercheurs sont extrêmement divisés au sujet du mouvement zélote, de ses rapports avec les autres groupes, du moment où il a été créé. Chez Flavius Josèphe, le terme sicaire apparaît en 56, à l'époque du procurateur Antonius Felix lorsqu'ils assassinent le grand prêtre Jonathan ben Hanan, alors que le terme Zélote n'apparaît qu'avec la Grand révolte (66). Flavius Josèphe n'utilise pas le terme de « zélote » à propos de Judas le Galiléen. La filiation de son groupe avec les Zélotes ne paraît cependant pas faire de doute. Après avoir utilisé le terme de « IVe philosophie », Josèphe désigne par la suite ce même groupe, de manière contradictoire, par l'appellation « sicaire » et non par celle de « zélotes ». Selon Simon Claude Mimouni, malgré cette confusion terminologique de Flavius Josèphe, on est certain que l'appellation « sicaire » vient des Romains et que l'appellation « zélotes » vient des Juifs.
Des critiques estiment que ces deux noms sont les appellations externe et interne du même mouvement. Pour les chercheurs qui estiment que les Zélotes sont identiques à la Quatrième philosophie, le terme « sicaire » est un nom péjoratif donné par les Romains à un ensemble de révoltés juifs et en particulier aux Zélotes. Pour eux le mouvement des Zélotes naît à un moment quelconque du Ier siècle bien antérieur au déclenchement de la Grande révolte et c'est pour une raison inconnue que Flavius Josèphe n'utilise ce terme qu'après le déclenchement de la révolte. Il peut s'agir de satisfaire les instructions de ses commanditaires Vespasien et Titus. À l'appui de cette position, une notice sur les Esséniens écrite dans un texte attribué à Hippolyte de Rome, indique que les Zélotes, aussi appelés Sicaires, seraient l'une des quatre tendances d'Esséniens. D'autres chercheurs accordent peu de fiabilité à cette notice car elle serait tardive et confuse. Pour Robert Eisenman, la notice d'Hippolyte permet d'identifier les Sicaires et les Zélotes au mouvement essénien. Elle expliquerait contradictions qu'on a trouvé entre les descriptions idéalisées des Esséniens par Josèphe et Philon d'Alexandrie et les manuscrits de la mer Morte mais cette identification des Sicaires aux Esseniens est très minoritaire.
Pour d'autres historiens, les Sicaires ne doivent pas être confondus avec les Zélotes. Les Sicaires seraient les héritiers de la Quatrième Philosophie alors les Zélotes ne seraient que des adhérents indépendants à la philosophie de Judas le Galiléen apparaissant au grand jour en 44-46. Toutefois, la plupart des historiens estiment que chez Flavius Josèphe ou dans les archives romaines, le mot sicaire désigne souvent les zélotes. Les Sicaires paraissent issus d'une radicalisation intellectuelle de certains « sages », alors que les Zélotes semblent issus de la radicalisation de certains « prêtres », « ce qui ne les empêch[e] pas de recruter leurs partisans parmi les classes les plus pauvres de la société ». Toutefois Simon Claude Mimouni, estime qu'il y a lieu de « nuancer cette conception à cause de la carence de la documentation, même si elle est en partie exacte ».

### «Banditisme» ou «résistance»
Le problème des Sicaires et des Zélotes « relève aussi du phénomène des bandits et des résistants dans la Palestine romaine avant la première révolte. » Pour désigner les membres de ces groupes, Flavius Josèphe introduit une confusion terminologique car outre « Sicaires » et « Zélotes », il fait aussi usage des termes de « bandits » et de « brigands », utilisant le mot grec lestaï. Il s'approprie ainsi « le vocabulaire discriminatoire des Romains, semblant vouloir ignorer les motivations sociales et politiques qui ont pu animer certains membres des groupes qu'il décrit. » Dans la littérature talmudique, au mot grec lestaï correspond le mot birioné ou bariona.
Les termes utilisés par Flavius Josèphe « montrent que ces bandits sont parfois considérés par le peuple comme des résistants et que leur refus de l'autorité s'appuie sur une attente eschatologique et messianique ». Le banditisme ou la résistance s'est maintenu dans certaines régions de la Palestine. La Galilée est le principal foyer de cette agitation. En 47 - 46 avant notre ère alors qu'il n'est encore que stratège de Galilée,, Hérode est obligé de lutter contre Ézéchias, un insurgé galiléen dont les coups de main allaient jusqu'à harceler la ville de Tyr. C'est encore en Galilée que son fils Judas conduit l’attaque de la garnison romaine de Sepphoris (7 km au nord de Nazareth) et s'empare de son arsenal, indiquant ainsi ses prétentions messianiques à la succession d'Hérode le Grand qui vient de mourir (4 avant notre ère). Malgré son échec, « il dirige encore une nouvelle révolte en 6 de notre ère, lors de la déposition d'Archélaos, contre le recensement du légat Quirinius et ensuite contre l'administration du préfet Coponius » (v. 6 à 9).
De la mort d'Hérode au déclenchement de la Grande révolte, les troubles ne cessent guère. Or, pendant toute cette période, Josèphe n'utilise que le terme brigands, avant de parler pour la première fois des Sicaires en 56, puis des Zélotes en 66. Le phénomène semble s'amplifier à chaque changement de statut de la région, l'espoir dans une amélioration des conditions sociales et fiscales étant à chaque fois déçu. « Bien souvent alternent soulèvements populaires et provocations des autorités romaines ». Ces émeutes insurrectionnelles présentent un caractère répétitif, en apparence anecdotique. Toutefois, « le temps fait son œuvre parmi les élites religieuses et politiques judéennes ». La multiplication des interventions des notables auprès des autorités romaines, pour « défendre les intérêts du peuple et sans doute aussi les leurs » entre 52 et 66 en est l'illustration. Lorsque vers 60, Néron décide que Césarée est une ville grecque — ce qui a pour effet de déchoir du droit de citoyenneté les Juifs de la ville, qui faisaient d'eux les égaux des Grecs — les affrontements entre Juifs et Samaritains reprennent de plus belle.
Tout concourt à exacerber les tensions et on peut considérer qu'à partir du début des années 60 la Palestine est en état de révolte. « Au milieu des années 60 la classe dirigeante judéenne semble rompre ouvertement avec les autorités romaines ». « En se plaçant à la tête du soulèvement de 66, la classe dirigeante judéenne semble vouloir espérer regagner ce dont l'a privée sa collaboration avec Rome : le pouvoir et le prestige ».

## Histoire

### Révolte contre le recensement
Selon Flavius Josèphe, Judas le Galiléen (ou Judas le Gaulanite, ou Judas de Gamala) s'associe avec un Pharisien nommé Sadok (le Juste) pour s'opposer au recensement de Quirinius à l'aide d'arguments religieux (6 apr. J.-C.). Judas suscite une révolte contre ce recensement fiscal qui marque l'entrée officielle de la Judée dans le système provincial romain. Selon Josèphe, c'est à cette occasion que s'est formé le groupe ayant à sa tête Judas de Gamala créant une « IVe philosophie » distincte des Sadducéens, des Pharisiens et des Esséniens. Judas et Sadok s'opposent au grand prêtre Joazar de la famille boëthusienne, partisan de la soumission.
Judas est un fils du « chef de bande » Ézéchias (Hizkiya) tué par Hérode alors que celui-ci n'était que stratège de Galilée en 47 - 46 avant notre ère,. La majorité des critiques estiment que ce Judas fils d'Ézéchias est le même que celui qui déclenche en Galilée une révolte à la mort d'Hérode le Grand (4 avant notre ère). Il n'y a toutefois pas un consensus total sur ce sujet, car le témoignage de Josèphe « n'est pas d'une claire évidence ». Lors de cette révolte, Judas est l'un des trois « messies » qui surgissent pour revendiquer la succession royale. Judas le Galiléen et ses descendants appartiennent à ce qui a parfois été appelé « une dynastie » de révoltés opposés aux Hérodiens et aux Romains, à l'instar des Hérodiens ou des Hasmonéens, bien que cela puisse paraître exagéré.
C'est lors de la révolte contre le recensement que Judas et ses partisans « animés par des idéaux insufflés par les Macchabées lors de leur insurrection en 167 av. J.-C., a rencontré certains cercles pharisiens intransigeants » et a élaboré une idéologie nouvelle selon laquelle « tolérer le pouvoir romain sur la Judée se transforme nécessairement en offense faite à la souveraineté de leur dieu sur la « terre d'Israël » ».
Josèphe ne relate pas la mort de Judas, ce sont seulement les Actes des Apôtres (5, 37) qui indiquent lapidairement qu'il aurait péri et que ses partisans ont été dispersés. Cette information se trouve dans le discours de Gamaliel devant le Sanhédrin, afin de défendre certains apôtres qui viennent d'être arrêtés. Judas y est présenté comme un exemple de chef messianique ayant échoué. La plupart des critiques estiment que sa mort serait intervenue à la suite de la révolte au sujet du recensement et que les Actes des Apôtres se trompent, alors que d'autres critiques estiment qu'il n'est pas impossible que comme l'indique Gamaliel, Judas soit mort après Theudas (mort vers 44-46). Il aurait alors été tué à la suite de la révolte qui provoque la crucifixion de deux de ses fils, Simon et Jacob (vers 45-48) (Antiquités judaïques, 20.5.2 102), car Flavius Josèphe ne mentionne sa mort à aucun moment. Il est établi que le groupe de Judas lui a survécu et toute sa famille semble y avoir pris une grande part. L'épisode de Jésus Bar Abbas relaté dans les évangiles pourrait être un indicateur de la poursuite de l'activité du groupe. Deux des fils de Judas de Galilée ou de Gamala, Simon et Jacob, sont crucifiés sur ordre du procurateur de Judée Tiberius Alexander entre 45 et 48, ce qui montre que le groupe héritier de Judas a été actif en Judée à cette époque (Antiquités 20.5.2 102). Le roi Agrippa Ier vient de mourir — peut être empoisonné par Marsus, le légat de Syrie —, le royaume de Judée est redevenu une province romaine, de plus une famine se développe en Palestine. Cette situation ne manque pas de créer des troubles ainsi que des mouvements de solidarité, comme celui d'Hélène d'Adiabène et de ses fils. Le fait que Simon et Jacob aient été exécutés par crucifiement indique clairement qu'ils se sont révoltés.

### Assassinats
La première action d'importance attribuée aux Sicaires par Flavius Josèphe, est l’assassinat du grand prêtre Jonathan ben Hanan en 56, qui selon Josèphe aurait directement été commandité par le procurateur Antonius Felix pour se débarrasser d'un homme influent qui critiquait fortement ses actions, alors qu'il lui était largement redevable de sa nomination comme procurateur de Judée, puisque c'est lui qui l'avait proposé à l'Empereur.
Pour Christophe Mézange, bien que Josèphe n'utilise le nom Zélote qu'à partir de 66, dès les années 50, les deux factions se côtoient. Il limite les Zélotes aux membres de la police du Temple composée uniquement de Juifs (les autorités romaines ne pouvaient pas pénétrer dans le Temple au-delà du parvis des Gentils), les Sicaires en tant qu’assassins perpétrant leurs forfaits principalement sur le site du lieu saint. L’impunité d’un grand nombre d’assassinats a suggéré l’hypothèse d’une certaine complicité. Toutefois, des historiens comme Gérard Nahon ou Robert Eisenman ne limitent pas du tout les Zélotes aux membres de la police du Temple et considèrent qu'il s'agit d'une mouvance qui rassemble des milliers d'adeptes.
Les Sicaires poursuivaient leur objectif au moyen de tactiques furtives, dissimulant sous leur manteau de petits poignards, souvent des sicae, d’où leur nom. Les grands rassemblements populaires, en particulier le pèlerinage au Mont du Temple constituaient leur terrain de prédilection. Ils poignardaient discrètement leurs ennemis (Romains ou sympathisants, Hérodiens et riches Juifs tirant parti de la domination romaine), puis, faisant semblant de découvrir le meurtre en le déplorant à grand renfort de cris et de lamentations, ils se fondaient dans la foule avant de pouvoir être repérés et confondus.
Les Romains répondirent à certains de ces meurtres par de sévères représailles : « Quand Albinus atteint la ville de Jérusalem, il prit toutes les dispositions et mis tous les moyens pour pacifier le pays en exterminant le plus grand nombre de Sicaires » (Flavius Josèphe).
Les Sicaires n’étaient pas tous incorruptibles et fanatiques. Il était possible de les soudoyer afin qu’ils épargnent leur victime désignée. Flavius Josèphe raconte, qu’après l’enlèvement du secrétaire d’Eléazar, gouverneur du Temple, en réponse aux représailles d’Albinus, les Sicaires acceptèrent de libérer leur victime en échange de la libération de dix des leurs.
Si le récit de la libération Jésus Barabbas n’est pas un procédé littéraire à des fins de parabole, parlant deux fois de Jésus fils du Père (bar Abba), il correspond à ce qui va se passer par la suite. En effet, à partir des années 50, certains Sicaires condamnés sont libérés contre la promesse de ne pas tuer les opposants des gouverneurs Romains et surtout en échange de très grosses sommes versées aux gouverneur romains.

### Grande révolte
À partir du déclenchement de la Grande révolte juive (66), Flavius Josèphe présente un autre des fils de Judas, Menahem, comme le chef des Sicaires. C'est aussi à partir de ce moment qu'apparaît chez Josèphe l'appellation « Zélotes ». Toutefois, les Sicaires apparaissent dès 56 chez Flavius Josèphe, à l'époque du procurateur Antonius Felix lorsqu'ils assassinent le grand prêtre Jonathan ben Hanan. Ils organisent et pratiquent ensuite ce type d'assassinats politiques jusqu'au déclenchement de la révolte. En 66, Menahem rassemble de nombreux hors-la-loi sous ses ordres et envahit par surprise la forteresse de Massada, exterminant la garnison romaine qui l'occupe. Il donne ainsi le signal du déclenchement de la révolte. Il vient alors renforcer les insurgés de Jérusalem et aide à prendre le Palais d'Hérode. Allié à Éléazar fils d'Ananias, commandant du Temple, un des chefs zélote et fils du grand-prêtre Ananias de Zébédée, ils assiègent la garnison romaine dans la forteresse Antonia.
Menahem prend pendant une brève période la direction de tous les insurgés. Cela permet à ses partisans, aidés par certains Zélotes d'éliminer beaucoup de modérés, partisans d'un compromis avec les Romains. Il fait ainsi tuer plusieurs personnalités de Jérusalem dont le grand-prêtre Ananias, père de son allié.

### Affrontements avec les Zélotes

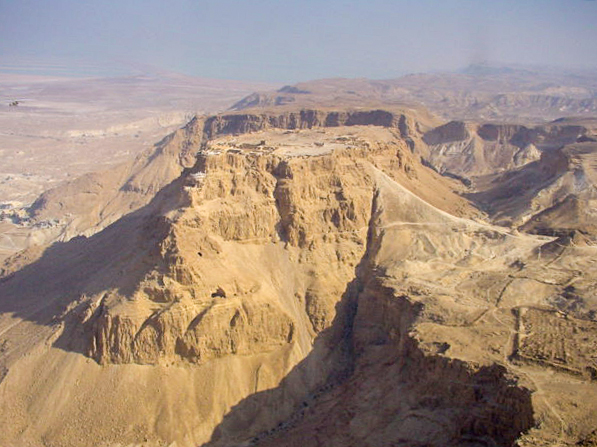
Massada où les Sicaires commandés par Éléazar fils de Jaïr se suicident en 73-74 pour échapper à la servitude.

Mais Éléazar fils d'Ananias fomente rapidement une conspiration pour se débarrasser de celui qui est devenu son ennemi et rival. Ses anciens alliés du parti zélote le soupçonnent « d'avoir des prétentions à la royauté d'un type plus ou moins messianique » et veulent aussi probablement venger la mort du père et de l'oncle de leur chef. Ils attaquent par surprise Menahem et ses partisans à coup de pierres alors que celui-ci se rend en grande pompe au Temple, « paré comme un roi » selon l'expression de Flavius Josèphe. « La lapidation était la manifestation d'un déni de légitimité ». Il parvient toutefois à s'échapper et se cache sur le versant de l'Ophel où il est capturé. Il est torturé et exécuté en même temps que ses gardes,. Cet assassinat provoque l'émiettement de la révolte en plusieurs bandes rivales, ouvrant ainsi une guerre civile sans pitié entre les différentes sectes juives. Les partisans de Menahem se réfugient alors dans la forteresse de Massada sous les ordres d'un petit-fils de Judas de Gamala, Eleazar Ben Yair (Éléazar fils de Jaïr) qui devient le nouveau chef des Sicaires. À partir de ce moment, le groupe semble moins offensif durant le reste de la révolte. Il donne toutefois refuge à Simon Bargiora et aide son groupe. La forteresse de Massada semble être une des dernières poches de résistance des révoltés. En 73 ou 74, les défenseurs, toujours dirigés par Éléazar fils de Jaïr préfèrent se donner la mort dans un suicide collectif devenu célèbre, plutôt que d'accepter la servitude. Des Sicaires, probablement sans lien avec le groupe créé par Judas, semblent avoir resurgi lors de la révolte de Bar Kokhba (132-135).
Plusieurs passages parallèles du Talmud disent que les birjioné ou les barjona détruisirent les réserves de vivres de la ville pour obliger la population à combattre l’assiégeant romain plutôt que de négocier la paix. Le mot birjioné / barjona correspond au mot « Sicaire ». Toutefois, dans la relation qu'en fait Flavius Josèphe, ce sont les affrontements entre Jean de Gischala et Simon Bargiora qui provoquent ces destructions de réserves de nourriture. Pour Josèphe, Jean de Gischala se révèle être le chef des Zélotes bien après s'être replié sur Jérusalem (68), alors que pendant tout le temps où il s'est opposé à lui en Galilée (66-67), Josèphe n'aurait jamais appris que Jean de Gischala était un chef des Zélotes.

### Les maîtres de Massada

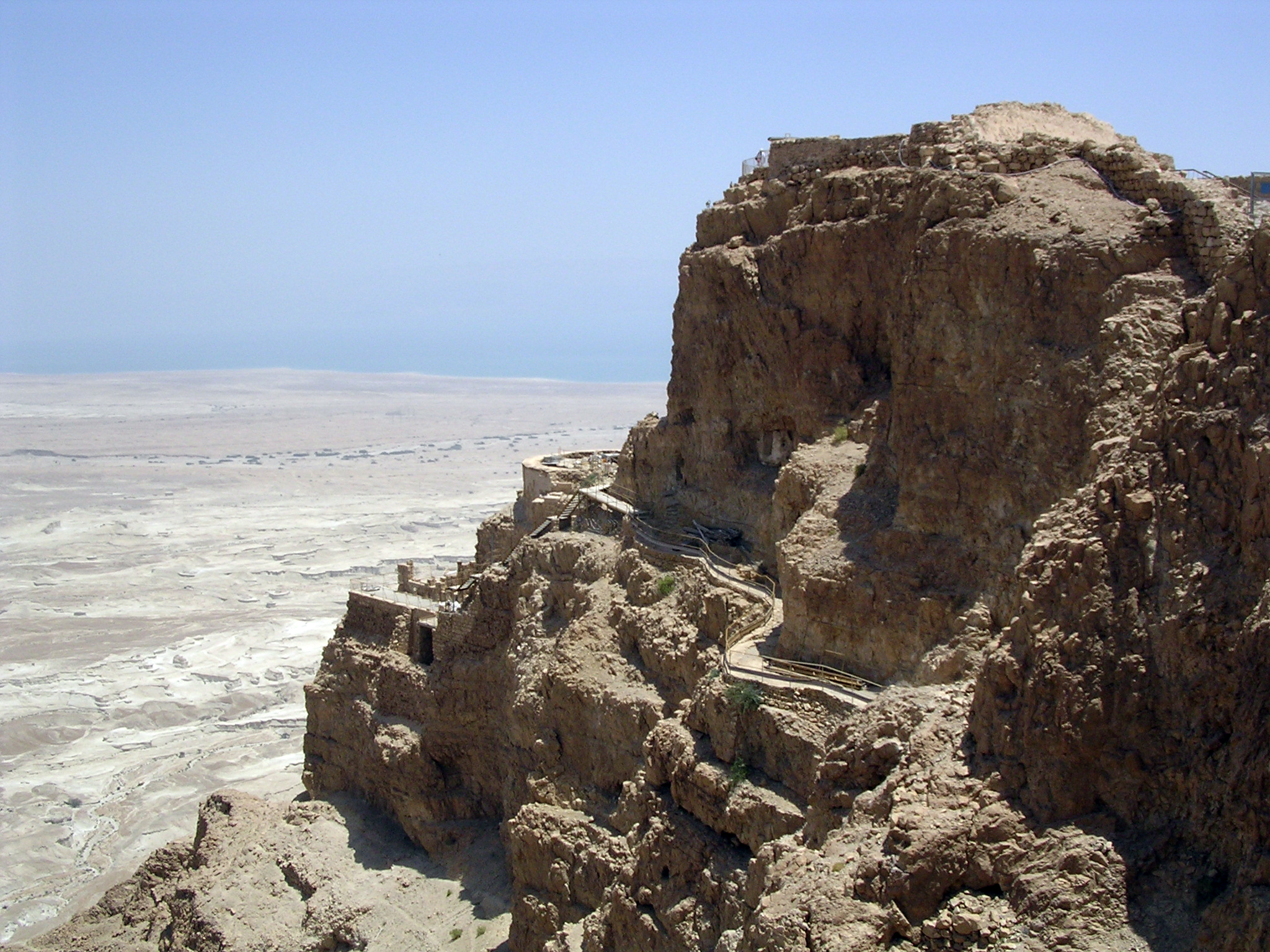
Massada, vue en direction de la Mer Morte.

Les chefs des Zélotes de l’époque, Jean de Gischala et Eléazar ben Simon, furent des protagonistes importants de cette guerre. Si Simon Bargiora, s'est un temps réfugié dans la forteresse de Massada, la plupart des historiens le rattachent néanmoins au groupe des Zélotes. Christiane Saulnier le classe toutefois parmi les Sicaires. Après la destruction de Jérusalem, Eleazar fils de Jaïr réussit à échapper aux attaques romaines et, avec un groupe de disciples, il se réfugia dans la forteresse de Massada que son groupe contrôlait toujours. Ils y résistèrent pendant trois années et même plus probablement quatre, aux légions romaines, après la chute de Jérusalem.
La forteresse de Massada semble être une des dernières poches de résistance des révoltés. En 73 ou 74, le gouverneur de Judée Flavius Silva est chargé de reprendre Massada, dernier bastion tenu depuis le début de la guerre. Avec la Xe légion, il mène un siège et construit une rampe impressionnante permettant d'accéder à la forteresse. Les défenseurs, toujours dirigés par Éléazar préfèrent se donner la mort par un suicide collectif plutôt que d'accepter la servitude. Selon Flavius Josèphe, peu avant la prise de la forteresse par les Romains, Éléazar tint un discours dans lequel il appelle au suicide. Quand les Romains atteignirent le plateau, ils trouvèrent alors les cadavres de tous les assiégés, y compris les femmes et les enfants. Selon Simon Claude Mimouni, cet épisode très célèbre en raison de ses aspects dramatiques et symboliques, « n'a pourtant guère eu d'importance militaire si ce n'est qu'il a obligé Rome à immobiliser d'importantes forces en Judée jusqu'en avril 74 et non en avril 73 comme on l'a longtemps pensé »,.

## Deux Judas le Sicaire
Dans les évangiles, les Actes des Apôtres, l'évangile de Judas et la tradition chrétienne en général, le personnage qui « trahit » Jésus est appelé Judas Iscariot. Ce nom pourrait être la forme sémitisée de l'épithète latine Sicarius, en considérant que le « i » a été placé devant le surnom pour lui donner une forme sémitique. En latin, le mot sicarius signifie le porteur de dagues. Dans la Peshitta, version araméenne des évangiles, il est appelé Judas sikariot. « Sicaire » étant probablement un nom péjoratif pour désigner les Juifs révoltés contre le pouvoir romain comme les Zélotes, les Galiléens et autres « brigands » ou « bandits » (lestai en grec). Robert Eisenman fait remarquer que la plupart des consonnes et des voyelles correspondent, entre le Sicarioi/Sicariōn de Flavius Josèphe et le Iscariot du Nouveau Testament. Le suffixe -ote dénote l'appartenance à une communauté — dans ce cas, celle des sicaires. Ce sens est perdu dans les traductions en hébreu moderne des Évangiles : Judas est considéré comme étant un « Ish-Kerayot », c’est-à-dire « un homme de la banlieue », la tradition juive ayant probablement inconsciemment intégré les mécanismes de défense qui l'ont aussi conduite à « autocensurer » les passages qui parlaient de Yeshu haNotsri dans le Talmud, sous la répression de l'Église catholique romaine, condition posée pour que le Talmud, interdit par l'Église à plusieurs reprises, puisse être republié.
Dans le 7e tome de sa Guerre des Juifs, écrit près de vingt ans après les six premiers, Flavius Josèphe écrit qu'après la chute du Temple en 70, les Sicaires devinrent le parti révolutionnaire juif dominant, dispersé à l’étranger. Josèphe associe particulièrement le suicide de masse de Massada en 73 et les conséquences du refus du recensement fiscal ordonné par Quirinius, à leurs convictions politiques et religieuses en tant que combattants de la résistance : « Certaines factions de Sicaires […] ne se contentent pas de se sauver eux-mêmes, mais s’engagent dans de nouvelles voies révolutionnaires, persuadant ceux qui voulaient obtenir leur liberté, que les Romains ne sont pas meilleurs qu’eux et de choisir Dieu comme unique Seigneur et Maître »
Robert Eisenman représente le point de vue de certains historiens laïcs en l’identifiant comme « Judas le Sicaire ».